# Hassan (Brunei)
Muhammad Hassan bzw. Muhammad Hasan (arabisch محمد حسن; gestorben 1598) war der neunte Sultan von Brunei nach offizieller Zählung. Er regierte von 1582 bis zu seinem Tod 1598. Er kam auf den Thron, als sein älterer Bruder und Vorgänger Shah Berunai ohne männlichen Erben verstarb. Nachfolger von Muhammad Hassan wurde Abdul Jalilul Akbar.
Seine Herrschaftszeit war von großen Gebietszugewinnen für das Sultanat geprägt. Er wird oft mit Sultan Iskandar Muda Mahkota Alam von Aceh verglichen.

## Leben
Muhammad Hassan war der Sohn von Saiful Rijal, dem 7. Sultan von Brunei. Seine vier Söhne wurden alle Sultane. Zwei von ihnen, Abdul Jalilul Akbar und Muhammad Ali wurden Sultan von Brunei. Sein zweiter Sohn, Pengiran Muda Tengah Ibrahim Ali Omar Shah, genannt Sultan Tengah, wurde der erste und letzte Sultan von Sarawak. Der jüngste Sohn, Raja Bongsu, wurde zum Sultan von Sulu ausgerufen und erhielt den Namen Muwallil Wasit I. Seine Tochter, Raja Isteri Pengiran Anak Noralam wurde mit dem Sultan Abdul Hakkul Mubin verheiratet, dem 13. Sultan von Brunei. Eine weitere Tochter, Raja Bonda, wurde mit Alauddin Riayat Shah III. verheiratet, dem fünften Sultan von Johor.

## Regierungszeit
Nach Sultan Bolkiah war Sultan Muhammad Hassan einer der Herrscher, durch die Brunei zum Brunei-Imperium anwuchs. Laut dem Silsilah Raja-Raja Berunai war er ein machtvoller Krieger, der die Territorien von Bajau und Sulu eroberte. Er gab auch dem Pehin Orang Kaya Di-Gadong Seri Lela den Befehl Milau in Sarawak zu erobern.
In Brunei führte er den Hukum Kanun Brunei ein, ein Gesetzeskodex, der dem Undang-Undang Melaka von Malakka entsprach, und führte zwei Wesir-Ämter ein: Pengiran Di-Gadong und Pengiran Pemancha.

## Tod
Muhammad Hassan starb 1598 in seinem Palast Tanjong Chendana. Er wurde bei Kampong Bunga, Tanjong Kindana - Brunei, beigesetzt.
Nach seinem Tod erhielt er die Bezeichnung Marhum Di Tanjung.

## Vermächtnis
Auf Sultan Hassan soll die Erblinie des Pulau Janggi zurückgehen.